# 卡拉庫穆山
14°37′09″S 69°29′29″W / 14.61917°S 69.49139°W
卡拉庫穆山（Qala K'umu），是秘魯的山峰，位於該國東南部普諾大區，由聖安東尼奧德普蒂納省的阿納內阿區負責管轄，屬於阿波洛班巴山脈的一部分，海拔高度5,200米。